# 안드레아 카사라
안드레아 카사라(이탈리아어: Andrea Cassarà, 1984년 1월 3일~)는 이탈리아의 펜싱 선수로 주 종목은 플뢰레이다. 올림픽에서 금메달 2개와 동메달 1개를 획득했고 세계 선수권 대회에서 금메달 8개, 은메달 2개, 동메달 4개를 획득했다.

## 경력
카사라는 2004년 그리스 아테네에서 열린 2004년 하계 올림픽의 개인전에서 러시아의 레날 가네예프를 15-12로 꺾고 동메달을 차지하였고, 같은 대회의 단체전에서는 금메달을 차지하였다. 2008년 하계 올림픽에 카사라는 중국의 주쥔과의 8강전에서 14-15로 패하며 탈락하였다. 
이후, 그는 2011년 세계 펜싱 선수권 대회의 개인전에서 대표팀 동료인 발레리오 아스프로몬테를 1점차로 이기고 처음으로 개인 정상에 올랐다. 2012년에는 2012년 하계 올림픽에 출전했고 이 대회에서도, 전 대회처럼 개인전은 8강에서 탈락하였다. 그는 이집트의 알라엘딘 아부엘카셈에게 10-15로 패하였다. 같은 대회에서 그는 단체전 금메달을 차지하였다.